# 아우구스토 페르난데스
아우구스토 마티아스 페르난데스(스페인어: Augusto Matías Fernández, 1986년 4월 10일 ~ )는 아르헨티나의 전 축구 선수이다.